# Kim Soo-nyung
Kim Soo-nyung (김수녕: Chungcheongbuk-do, 5 de abril de 1971) é uma arqueira sul-coreana, tetracampeã olímpica e tetra campeã mundial. Ela foi declarada a arqueira feminina do século XX, pela FITA.

## Carreira
Kim Soo-nyung representou seu país nos Jogos Olímpicos em 1988, 1992 e 2000, ganhando a medalha de ouro por equipes em 1988, 1992 e 2000 e o individual em 1988 com apenas 17 anos. 